# The Legacy (canción de Black Veil Brides)
«The Legacy», en español «el legado», es una canción interpretada por la banda estadounidense Black Veil Brides y escrita por sus miembros Andy Biersack, Ashley Purdy y Jake Pitts junto con Luke Walker. Fue lanzada el 30 de mayo de 2011 como segundo sencillo de su álbum Set The World On Fire.

## Videoclip
El videoclip de «The Legacy» fue filmado el 15 de mayo de 2011 y lanzado el 30 de mayo del mismo año. Su dirección quedó a cargo de Patrick Fogarty, quién trabajo previamente con la agrupación en los videos de «Knives And Pens» y «Perfect Weapon». En el vídeo se puede ver a la banda tocando en un depósito de chatarra, en alguna escenas de día y otras de noche con lluvia. Al final del vídeo se muestra el depósito de noche y de lejos donde se ven las siglas «BVB» en llamas.

## Personal
- Black Veil Brides[3]
  - Andy Biersack: voz, compositor.
  - Christian Coma: batería
  - Jeremy «Jinxx» Ferguson: guitarra, violín.
  - Jake Pitts: guitarra, compositor
  - Ashley Purdy: bajo eléctrico, compositor.
- Producción[3]
  - Luke Walker: compositor, productor.
  - Ryan Williams: mezclas
  - Patrick Fogarty: director (videoclip).[2]